# Carmen García del Diestro
Carmen García del Diestro (Santander, agost de 1908 - Madrid, 11 de juny del 2001) va ser una pedagoga espanyola, professora de llengua i literatura espanyola del Colegio Estudio de Madrid, institució de la qual va ser cofundadora, juntament amb Jimena Menéndez-Pidal Goyri i Ángeles Gasset, i la seva directora el durant cinquanta anys, fidel sempre a la línia pedagògica de la Institución Libre de Enseñanza.

## Història
Carmen García del Diestro Nardiz, familiarment coneguda com a Kuqui, tant en l'ambient familiar com en el professional, va néixer en un barri burgès de la capital càntabra, filla del metge José García del Diestro i de Carmen Nardiz. Va fer el batxiller en el Col·legi San Francisco Javier, al carrer Moreto número 5, al costat del Jardins del Retiro, institució pluralista on compartien educació nenes jueves, protestants i catòliques, espanyoles i franceses. Lectora precoç, va estudiar Magisteri, llicenciant-se a l'Escola Normal d'Àvila. Després del seu pas pel Grup Escolar “Príncep d'Astúries” de Madrid, i seguint el consell de la família Menéndez Pidal, va ingressar com a mestra en l'Instituto Escuela després de superar l'avaluació a la qui la va sotmetre Maria Goyri, directora de Lletres, i Juana Moreno, directora de Ciències, ambdues de la Secció de Primària de l'establiment institucionista. Tenia 22 anys.
En l'estiu de 1934 es va casar amb el cirurgià Luis Lorente Fernández, i amb el suport de la Junta per a Ampliació d'Estudis i Recerques Científiques, el jove matrimoni es va traslladar a Alemanya durant un any acadèmic, instal·lant-se en el Berlín de 1935 i tornant a Espanya en la tardor d'aquest mateix any. Va romandre a Madrid durant la Guerra Civil, en la direcció del col·legi públic Lina Odena per encàrrec del Ministeri d'Instrucció Pública. A partir de 1940, i ja en el Colegio Estudio, va tenir com a alumnes a personalitats com Jaime de Armiñán, José Antonio del Cañizo, Elsa López, Margarita Vázquez de Parga o Javier Marías.
Va dedicar l'últim període de la seva vida professional al disseny de la Fundación Estudio, com a model pedagògic supervivent de les acaballes del segle xix, orientant al seu nebot Jerónimo Junquera García del Diestro, arquitecte i president del Patronat d'aquesta fundació. Va morir a l'edat de 93 anys. Va deixar escrita una semblança biogràfica en Retazos de memoria (1986). La Fundació li va retre homenatge en el primer aniversari del seu naixement, amb la participació de molts dels seus alumnes-amics. La Fundación le rindió homenaje en el primer aniversario de su nacimiento, con la participación de muchos de sus alumnos-amigos.